# V・R・ネドゥンチェリヤン
V・R・ネドゥンチェリヤン（நெடுஞ்செழியன் : V.R. Nedunchezhiyan、1920年7月11日 - 2000年1月12日）は、インドの政治家。主にタミル・ナードゥ州の政治に参画した。州内閣において財務大臣との州首相代行を務めた。

## 生涯
ネドゥンチェリヤンは1920年7月11日にティルッカンナプラムにおいて生まれた。
アンナーマライ大学にて学んでいた時、政治を志し、1944年にドラヴィダ人協会に参加した。
その後1949年には、C・N・アンナードゥライらと共に離脱して、ドラーヴィダ進歩党を結成する中心人物のひとりとなった。
同党が政権を担うに当たって州財務大臣を務め、アンナードゥライが死去した1969年2月3日から2月10日には臨時の州首相代行を務めた。
K. Rajaramと一緒に、NedunchezhiyanはDMKを去り、Makkal Dravida Munnetra Kazhagamと呼ばれる新しい政党を結成しましたが、これは長くは続きませんでした。 パーティーは
その後全インド・アンナー・ドラーヴィダ進歩党に移り、M・G・ラーマチャンドランが死去した1987年12月24日から1988年1月7日には再び臨時の州首相代行を務めた。
妻のヴィサラクシとの間に、ひとりの息子を授かった。
2000年1月12日に心臓病により病院で死去した。